# Мольнар, Ференц (футболист)
Фе́ренц Мо́льнар (венг. Molnár Ferenc; родился 8 апреля 1891 года — неизвестно) — венгерский футболист и футбольный тренер.

## Карьера
Мольнар — воспитанник венгерского «МТК». 19 октября 1924 года в матче против «Дженоа» он дебютировал за клуб. После окончания карьеры игрока стал главным тренером Бьеллезе по рекомендации Зеффиро Паулиничу. В начале февраля 1927 года его место занял Йозеф Либхардт.
В сезоне 1927/1928 возглавил «Наполи» после первого сезона в истории команды и входил в техническую комиссию клуба. В 1932 году руководил клубом «Алессандрия», короткое время отсутствовал по семейным обстоятельства. 26 апреля 1942 года после второго прихода в «Лацио» сменил Иво Фиорентини на посту главного тренера «Интернационале».